# کریگ اسمیت
کریگ اسمیت (انگلیسی: Craig Smith؛ زادهٔ ۱۰ نوامبر ۱۹۸۳) بازیکن بسکتبال اهل ایالات متحده آمریکا است.
از باشگاه‌هایی که در آن بازی کرده‌است می‌توان به لس آنجلس کلیپرز، مینه‌سوتا تیمبرولوز، و پورتلند تریل بلیزرز اشاره کرد.
وی در مسابقات کشوری و بین‌المللی در مجموع برندهٔ ۱ مدال طلا شده‌است.